# Stazione di Arquata Scrivia (1852)
La stazione di Arquata Scrivia è stata la prima stazione ferroviaria dell'omonima comune; fu dismessa nel 1916 a causa dell'apertura della Succursale dei Giovi e venne ufficialmente chiusa il 1º ottobre 1916 dopo 64 anni di utilizzo e venne sostituita dalla nuova fermata.

## Storia
La stazione venne inaugurata il 10 febbraio 1852 con l'apertura della Torino-Genova fino a Busalla che verrà completata e inaugurata ufficialmente dal re Vittorio Emanuele II assieme al capo del governo Camillo Cavour il 20 ottobre 1854. La stazione venne anche utilizzata dagli inglesi per portare i materiale da costruzione nel Vaje Camp nell'odierna località Le Vaie, ma la vecchia stazione era allora alla periferia del sud, mentre la nuova costruita nel 1915 e aperta nel 1916 era anche molto vicina al campo britannico esistito dal 1917 al 1920. A ricordo della presenza britannica ad Arquata Scrivia rimane il British War Cemetery aperto nel 1921.

## Galleria d'immagini

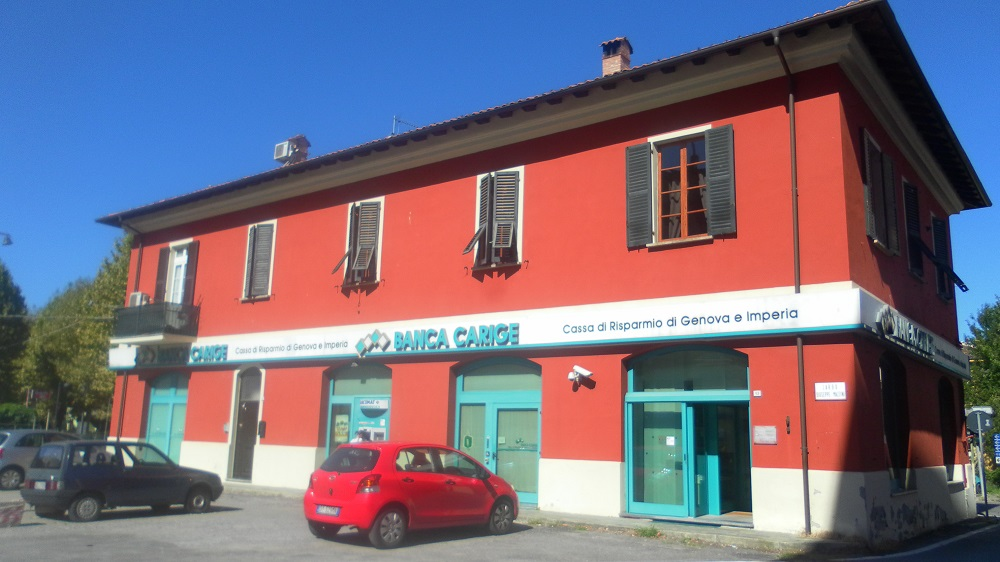
L'entrata della vecchia stazione su largo Mazzini.
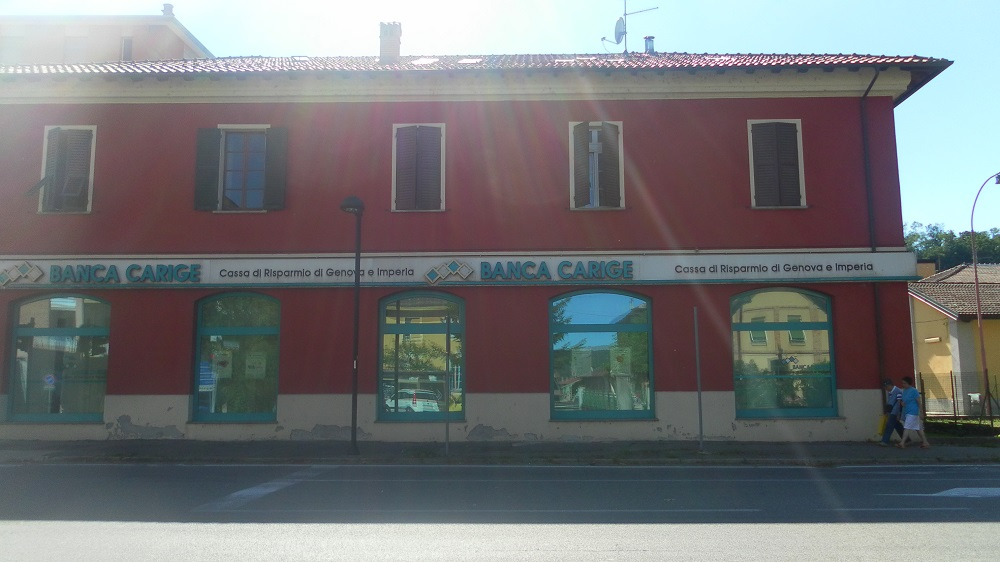
Vista del fu lato binari, divenuto via Roma.
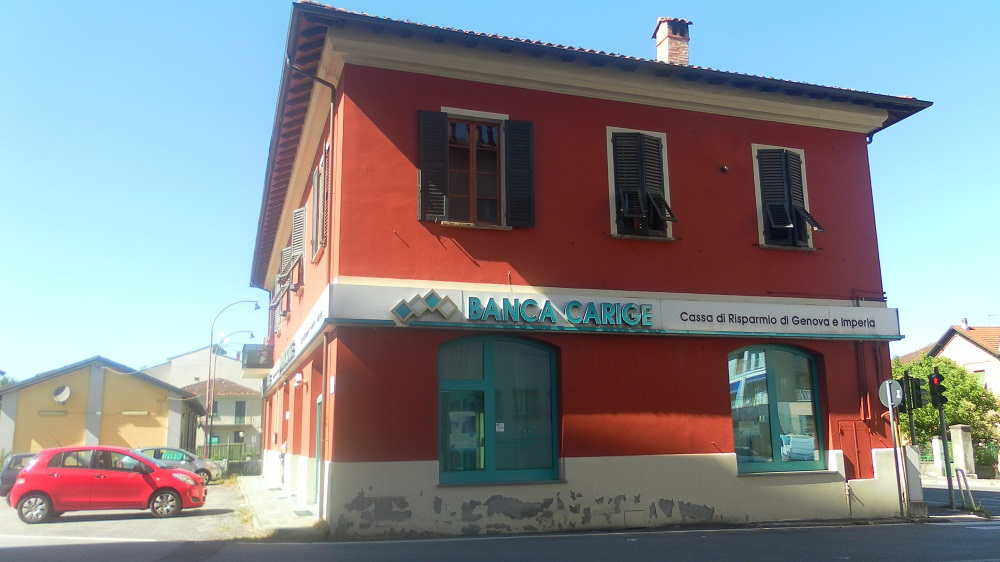
Il lato sud della vecchia stazione di Arquata Scrivia.
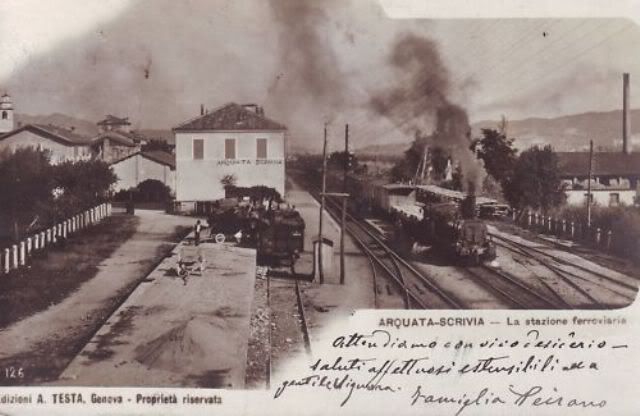
Il lato sud della vecchia stazione di Arquata Scrivia in una cartolina d'epoca di inizio '900.